# Med Hondo
Abib Mohamed Medoun Hondo, conocido como Med Hondo (Atar, Mauritania, 4 de mayo de 1936 – París, Francia, 2 de marzo de 2019) fue un actor, director, guionista y productor de cine mauritano de larga trayectoria profesional en Francia. Denunció a través del cine el colonialismo y las actitudes racistas en Francia desde una mirada africana. Trabajos que pudo financiar gracias al éxito de sus doblajes al francés de actores afroamericanos como Eddie Murphy en especial en el papel de Axel Foley en Un policía en Beverley Hills o Morgan Freeman o de personajes de dibujos animados como Rafiki en El rey león o Donkey en la franquicia de Shrek.

## Biografía
Nació en Atar, Mauritania. Pertenecía a una prominente familia de clérigos de Barikallah. Su abuelo paterno fue un estudioso musulmán y poeta. Una de sus abuelas provenía de Malí y su padre era originalmente de la colonia española del Sáhara Occidental. Tras estudiar primaria y secundaria además de un programa culinario en el International Hotel School en Rabat en 1959 se trasladó a Marsella donde tuvo diversos trabajos, incluyendo los de cocinero y estibador en el puerto, hasta descubrir su vocación por el teatro.
Entre las lecturas que le inspiraron estaban la de escritores como Frantz Fanon, Cheikh Anta Diop, Aimé Césaire y Kateb Yacine. Más adelante explicó su frustración por la invisibilidad de las personas de color en la cultura popular cinematográfica. Se trasladó a París y estudió teatro con Françoise Rosay siendo uno de sus protegidos. A principios de los años 60 actuó en obras de Shakespeare, Chejov, Kateb Yacine, Aimé Césaire, Brecht, entre otros. Participó en la creación del Comité africano de cineastas y en 1966 fundó su propia compañía teatral Shango, que más tarde se llamó Griotshango con producciones de René Depestre, Aimé Césaire y Guy Menga de la diáspora africana. Muchos de los actores provenían de países de África y el Caribe. Más tarde explicó que actuaban en pequeños teatros y tuvieron poco éxito así que optó por el cine independiente siendo primero actor y posteriormente ayudante de dirección. También fue la voz de doblaje en francés de conocidos actores afroamericanos como Eddie Murphy y Morgan Freeman así como de personajes de cine de dibujos animados. 
En 1964 comenzó a trabajar como actor en la televisión y en  1965 debutó en cine con un pequeño papel en Masculino femenino de Jean-Luc Godard al que siguió dos años después Partout ou peut-être nulle part. Entre sus trabajos como actor se recuerdan especialmente los realizados en Un hombre de más de Costa-Gavras, en 1966,y Paseo por el amor y la muerte de John Huston, en 1969.
Su primera producción en cine fue Balade aux sources (1966) un corto en el que se contaba la trágica historia de un inmigrante africano pobre en Francia que regresó a su casa tras una desastrosa estancia en Europa. 
En 1969 dirigió sobre su propio guion Soleil Ô, un filme producido con un presupuesto muy bajo,  rodada en cuatro años sobre un inmigrante negro que va a París, en el que denuncia una nueva forma de esclavitud: el inmigrante busca desesperadamente trabajo, un lugar donde vivir, pero solo encuentra indiferencia, rechazo, humillación… hasta el grito final de rebelión. Soleil Ô es el título de un canto antillano que narra el dolor de los negros de Dahomey (ahora Benín) que fueron llevados como esclavos al Caribe y el autor dijo que el filme era:

”10 años de gaullismo vistos por los ojos de un africano en París.” 

Fue seleccionado para su proyección en el Festival de Cannes y galardonado con el Premio Leopardo de oro en el Festival Internacional de Cine de Locarno  compartido con End of the Road (1970), Lilika (1970) y Mujô (1970). El filme fue prohibido en varios países pero su director continuó su labor con nuevas obras críticas del colonialismo y el poscolonialismo
Al ser proyectado nuevamente en el marco del Festival de Cine de Cannes de 2017, "Soleil O"  fue presentado como 

”Un ataque como un latigazo contra el colonialismo."

En 1973 se estrenó su mediometraje Les Bicots-nègres, vos voisins que vinculaba la lucha de clases con las luchas étnicas y mostraba por una parte una Francia que se divertía y consumía y por la otra a los inmigrantes saliendo de una miseria para caer en otra donde les esperaban alojamientos sórdidos, trabajos desagradables, discriminación, burlas y racismo. La película ganó el Premio Tanit de Oro compartido con Kafr kasem (1975) en el Festival de Cine de Cartago 1974.  En 1977 dirigió la película Nous aurons toute la mort pour dormir sobre la lucha del Frente Polisario siguiendo a los guerrilleros en sus combates contra el ejército marroquí que fue galardonada con el Premio OCIC en el Forum Cine Nuevo del Festival Internacional de Cine de Berlín de 1977 y dos años después volvió a sus temas iniciales dirigiendo West Indies ou les nègres marrons de la liberté, sobre el esclavismo y el colonialismo en las Antillas en una película que Hondo encuadró como  «music-hall tragicómico». 
Med Hondo dirigió Sarraounia (1986) la historia de una mujer luchadora que se enfrentó al colonialismo francés, una que está basada en la novela del mismo nombre del autor nigeriano Abdoulaye Mamani.  Desarrolla la historia en 1899, en África Occidental, donde los oficiales franceses Voulet y Chanoine son enviados en misión de exploración pero comienzan a masacrar a la población. Sarraounia fue muy bien recibida en festivales internacionales y obtuvo el Gran Premio Étalon de Yennenga al mejor guion en el Festival Panafricano de Cine y Televisión de Uagadugú, el Premio de la Organización para la Unidad Africana, Premio Air Afrique del Institut des Peuples Noirs, Premio de la Association des Femmes du Cameroun y Premio a la Mejor Película del año en el Festival de Cine de Londres de 1988; sin embargo un fracaso económico que arruinó a la empresa productora perteneciente a Med Hondo. En 1992 fue nuevamente exhibida en salas de cine de Francia.
En los años 90 aprovechó su lucrativa carrera en el doblaje para financiar la producción de otras películas.
En 1994 estrenó Lumière noire en la que un policía francés mata a un conductor e intenta ocultar el cadáver. En 1998 empezó a utilizar cámaras digitales en Watani, un monde sans mal, (2002) su último largometraje en el que de nuevo reflexiona sobre el racismo desde una perspectiva y actitud humanista.
En 2003, Hondo puso en escena la obra teatral La Guerre de 2000 ans de Kateb Yacine.
Falleció en París el 2 de marzo de 2019.

## Filmografía
Intérprete
- Masculino, femenino (Masculin, féminin) de Jean-Luc Godard (1965)
- Un hombre de más de Costa-Gavras (1966)
- Tante Zita de Robert Enrico (1967)
- Paseo por el amor  y la muerte  de John Huston (1969)
- Los embajadores de Naceur Ktari (1975)
- 1871 de Ken McMullen (1989)
- La Divine poursuite de Michel Deville (1996)
- Antilles sur Seine de Pascal Légitimus (2000)
- Incontrolable de Raffy Shart …voz de Rex (2006)
- Les Ratés dans la chaudière de Jean-Patrick Lebel (cortometraje, 2013)

Director
- Balade aux sources (cortometraje, 1965)
- Soleil Ô (1967)
- Roi de Cordes (cortometraje, 1969)
- Partout ailleurs peut-être nulle part (cortometraje, 1967)
- Les Bicots-nègres, vos voisins (1973)
- Mes Voisins (cortometraje, 1971)
- Sahel la faim pourquoi ? (documental, 1975)
- Nous aurons toute la mort pour dormir (1976)
- Polisario, un peuple en arme (1976)
- West Indies ou les nègres marrons de la liberté (1979)
- Sarraounia  (1986)
- Lumière noire (1994)
- Watani, un monde sans mal (1998)
- Fatima, l’Algérienne de Dakar (2004)

Guionista
- Sarraounia  (1986)
- Lumière noire (1994)
- Watani, un monde sans mal (1998)

### Doblaje

#### Películas
- Eddie Murphy en 28 filmes :
  - 48 Hrs. (1982) : Reggie Hammond
  - Trading Places (1983) : Billy Ray Valentine
  - Une défense canon (1984) : teniente T. M. Landry
  - Beverly Hills Cop (1984) : inspector Axel Foley
  - The Golden Child (1986) : Chandler Jarrell
  - Beverly Hills Cop 2 (1987) : inspector Axel Foley
  - Coming to America (1988) : príncipe Akeem / Clarence / Randy Watson / Saul
  - Harlem’s Nights (1989) : Quick
  - 48 heures de plus (1990) : Reggie Hammond
  - Boomerang (1992) : Marcus Graham
  - Monsieur le député (1993) : Thomas Jefferson Johnson
  - Beverly Hills Cop 3 (1994) : inspector Axel Foley
  - Un vampire à Brooklyn (1995) : Maximiliano / Guido / Pauly
  - Le Professeur Foldingue (1996) : profesor Sherman Klump / Buddy Love / Lance Perkins / Cletus 'Papa' Klump / Anna Pearl 'Mama' Jensen Klump / Ida Mae 'Granny' Jensen / Ernie Klump
  - Doctor Dolittle (1998) : Dr John Dolittle
  - Mister G (1998) : G
  - Perpète (1999) : Rayford Gibson
  - Bowfinger, roi d'Hollywood (1999) : Kit Ramsey / Jeffernson 'Jiff' Ramsey
  - La Famille Foldingue (2000) : profesor Sherman Klump / Buddy Love / Lance Perkins / Cletus 'Papa' Klump (vieux et jeune) / Anna Pearl 'Mama' Jensen Klump / Ida Mae 'Granny' Jensen / Ernie Klump
  - Docteur Dolittle 2 (2001) : Dr John Dolittle
  - Showtime (2002) : Trey Sellars
  - Pluto Nash (2002) : Pluto Nash / Rex Crater
  - Le Manoir hanté et les 999 Fantômes (2003) : Jim Evers
  - Dreamgirls (2006) : James 'Thunder' Early
  - Norbit (2006) : Norbit Rice / Rasputia Latimore-Rice / M. Wong
  - Appelez-moi Dave (2008) : Dave Ming Cheng / le capitaine
  - Dans ses rêves (2009) : Evan Danielson
  - Le Casse de Central Park (2011) : Slide
- Morgan Freeman en 17 filmes :
  - Brubaker (1980) : Walter
  - Street Smart (1987) : Fast Black
  - Johnny Belle Gueule (1989) : teniente A. Z. Drones
  - Glory (1989) : sargento mayor John Rawlins
  - Seven (1995) : inspector William Somerset
  - Under Suspicion (2000) : capitán Victor Benezet
  - The Sume of All Fear (2002) : William Cabot
  - Dreamcatcher (2003) : coronel Abraham Curtis
  - Bruce Almighty (2003) : Dios
  - An Unfinished Life (2005) : Mitch Bradley
  - Million Dollar Baby (2005) : Eddie Scrap
  - Danny the Dog (2005) : Sam
  - Evan  Almighty  (2007) : Dieu
  - Gone Baby Gone (2007) : Jack Doyle
  - Wanted (2008) : Sloan
  - Sans plus attendre (2008) : Carter Chambers
  - Red (2010) : Joe Matheson
- Carl Weathers en :
  - Rocky (1976) : Apollo Creed
  - L'Ouragan vient de Navarone (1978) : le sergent Weaver
  - Rocky 2 : La Revanche (1979) : Apollo Creed
  - Chasse à mort (1981) : George Washington Lincoln Brown alias « Sundog »
  - Rocky 3, l'œil du tigre (1982) : Apollo Creed
  - Predator (1987) : George Dillon
  - Action Jackson (1988) : sargento Jericho « Action » Jackson
- Richard Pryor en :
  - Transamerica Express (1976) : Grover Muldoon
  - The Toy (1982) : Jack Brown
  - Superman 3 (1983) : Gus Gorman
  - Comment claquer un million de dollars par jour (1985) : Montgomery Brewster
  - Toubib malgré lui (1987) : Eddie Slattery / Kevin Lennahan
  - Pas nous, pas nous (1989) : Wallace « Wally » Karue
  - Fous d'Irène (2000) : él mismo
- Keith David en :
  - Platoon (1986) : King
  - Saigon, l'enfer pour deux flics (1988) : Maurice
  - Men at Work (1990) : Louis Fedders
  - Désigné pour mourir (1990) : Max
  - Armageddon (1998) : general Kimsey
  - Président par accident (2003) : Bernard Cooper
- Ernie Hudson en :
  - Le Guerrier de l'espace (1983) : Washington
  - SOS Fantômes (1984) : Winston Zeddemore
  - SOS Fantômes 2 (1989) : Winston Zeddemore
  - Radio Rebels (1994) : sargento O'Malley
  - The Crow (1994) :sargento Albrecht
  - SOS Fantômes (2016) : tío Bill
- Laurence Fishburne en :
  - Cotton Club (1984) : Bumpy Rhodes
  - The King of New York (1990) : Jimmy Jump
  - Boyz N the Hood (1991) : Jason Styles
  - Dernière Limite (1992) : Russell Stevens / Johnny « John » Hull
  - Tina (1993) : Ike Turner
- Paul Winfield en :
  - La Cité des dangers (1975) : sargento Louis Belgrave
  - Les Survivants de la fin du monde (1977) : Keegan
  - Vestida para matar (1980) : Keys
  - Se presume inocente (1990) : juez Larren Lyttle
- Gregory Hines en :
  - La loca historia del mundo (1981) : Josephus
  - Deux flics à Chicago (1986) : Ray Hughes
  - Opération Shakespeare (1994) : sargento Cass
- Yaphet Kotto en :
  - Cinq cartes à abattre (1968) : George, el barman
  - Vivre et laisser mourir (1973) : le docteur Kananga
  - La Nuit des juges (1983) : detective Harry Lowes
- Fred Williamson en :
  - MASH (1970) : apitán Oliver Harmon « Spearchucker » Jones
  - La Chevauchée terrible (1975) : Tyree
  - Vigilante (1983) : Nick
- Ving Rhames en :
  - Patty Hearst (1988) : Cinco
  - Le Saint de Manhattan (1993) : Little Leroy
  - Péché immortel (2003) : Eddie Burns
- Cleavon Little en :
  - Vanishing Point - Point Limite Zéro (1971) : Super Soul
  - La Salamandre (1981) : mayor Carl Malinowski
- O. J. Simpson en :
  - Le Pont de Cassandra (1976) : Haley
  - Les Mercenaires (1976) : « Bopper » Alexander
- Scatman Crothers en :
  - Le Dernier des géants (1976) : Moses Brown
  - Shining (1980) : Dick Hallorann
- Bob Minor en :
  - Bande de flics (1977) : changador2
  - Obsession fatale (1992) : detective Murray
- Robert Hooks en : 
  - Les Naufragés du 747 (1977) : Eddie, el barman
  - Liens d'acier (1996) : teniente Henry Clark
- John Hancock en :
  - Drôle d'embrouille (1978) : Coleman
  - Elle (1979) : doctor Croce
- Frank McRae en :
  - Norma Rae (1979) : James Brown
  - Haute Sécurité (1989) : Eclipse
- Brian Blessed en :
  - Flash Gordon (1980) : príncipe Vultan
  - Star Wars, episodio I : La Menace fantôme (1999) : Boss Nass
- Isaac Hayes en : 
  - New York 1997 (1981) : duque de New York
  - Milliardaire malgré lui (1994) : Ángel
- Frankie Faison en :
  - La Féline (1982) : inspector Brandt
  - Exterminator 2 (1984) : Be Gee
- Ben Kingsley en :
  - Gandhi (1982) : Mohandas Karamchand Gandhi
  - Suspect Zero (2004) : Benjamin O'Ryan
- Danny Glover en :
  - Les Saisons du cœur (1984) : Moze
  - Predator 2 (1990) : teniente Michael Harrigan
- Charles S. Dutton en :
  - Cocodrilo Dundee 2 (1988) : Leroy Brown
  - Contre-enquête (1990) : Sam « Chappie » Chapman
- Bill Nunn en : 
  - Mad City (1997) : Cliff Williams
  - Runaway Jury  (2003) : Lonnie Shaver
- El planeta de los simios (1968) : teniente Thomas Dodge (Jeff Burton)
- Candy (1968)  : Zero (Sugar Ray Robinson)
- Danger, planète inconnue (1969): siquiatra (Vladek Sheybal)
- L'or se barre(1968) : Big William (Harry Baird)
- Lo chiamavano Trinità...(1969)  : Jeff Poivre y Sel (Riccardo Pizzuti)
- La noche de los muertos vivientes (1970)  : Ben (Duane Jones)
- The French Connection(1971)   : Willie Craven, un traficante de drogas (Alan Weeks)
- Continuavano a chiamarlo Trinità (1971)   : Wild Cat Hendrix y Mariscal Ferrand
- La Cane aux œufs d'or(1971)   : Frisby (Sammy Jackson)

## Teatro
Intérprete
- Alcool de Jacques Robert, dirección de Christian-Gérard, teatro ABC (1961)
- Un jardin sur la mer de Claude Vermorel, dirección de Jacques Mauclair, teatro de la Alianza Francesa (1964)
- La Tragédie du roi Christophe de Aimé Césaire, dirección de Jean-Marie Serreau,teatro Odéon (1965)
- Le Métro fantôme de LeRoi Jones, dirección de Antoine Bourseiller, teatro  Poche Montparnasse (1965)
- Le Métro fantôme de LeRoi Jones, dirección de Antoine Bourseiller, teatro de los Mathurins (1966)
- Antígona de Bertolt Brecht, dirección de Jean Tasso, Festival du Marais (1967)
- Danse lente sur le champ de bataille de William Hanley, dirección de Jean Tasso y Gilles Segal, teatro de los Mathurins (1967)
- Les ancêtres redoublent de férocité de Kateb Yacine, dirección deJean-Marie Serreau, Teatro nacional popular (TNP), Teatro nacional de Chaillot (1967)
- Arc-en-ciel pour l'Occident chrétien de René Depestre, dirección de Jean-Marie Serreau, teatro de la Cité internationale (1968)
- Oh ! America ! de Antoine Bourseiller, dirección del autor, Teatro del Gymnase (Marsella) (1970)
- La Bonne Âme du Se-Tchouan de Bertolt Brecht, dirección de Jean Bellorini, Teatro nacional de Toulouse (2013)

Director
- L'Oracle de Guy Menga, Estudio de los Champs-Elysées (1969)
- La Guerre de 2000 ans de Kateb Yacine, Teatro Gérard-Philipe (Saint-Denis) (2003)

## Televisión
- Les Verts Pâturages de Jean-Christophe Averty (1964)
- Seule à Paris  (2 episodios, 1965)
- Retour à Bacoli (1966)
- Aux frontières du possible  (1 episodio,1974)
- Jo Gaillard  (1975)
- Commissaire Moulin  (1989)